# Knau (Altenburg)
Knau ist eine Ortslage des Ortsteiles Zetzscha der Skat- und Residenzstadt Altenburg in Ostthüringen.

## Lage
Knau befindet sich nördlich von Altenburg und südlich von Gerstenberg im landwirtschaftlich geprägten Altenburger-Zeitzer-Lösshügelland als Ausläufer der Leipziger Tieflandbucht. Über die Kreisstraße 223 werden die um Altenburg führenden Hauptverkehrswege erreicht. Westlich der Ortslage verläuft die Bahnstrecke Leipzig–Hof.

## Geschichte
In der Ortschronik von Knau aus dem Jahre 2002 ist das Jahr 1181 als Ersterwähnung angegeben. 1181 ist das erste Jahr des Zehntregisters des Klosters Bosau bei Zeitz von 1181–1214, in dem Knau mit dem Namen „Chewe“ enthalten ist.
Das Jahr 1181 ist auch in den Aufzeichnungen von Kuno Apel im Staatsarchiv Altenburg zu lesen (Quelle: Nachlass Kuno Apel, Knau Nr. 128–142).
Im Buch von Holger Kahl ist als Ersterwähnung von Knau das Jahr 1150 genannt.
Forschungen dazu ergaben: Im Urkundenbuch Dobemecker, Regesta dipomatia Thüringen (Staatsarchiv Altenburg, Bibliothek Nr. HH 482/1, S. 348) ist das Jahr 1150 mit einem Fragezeichen versehen. Der Text lautet: „Timo von Kohren bestätigt dem Kloster Lausnitz das Dorf Knau (Knowe) das diesem sein Vater geschenkt hat.“ Als Quelle wird in diesem Urkundenbuch genannt: „Ungen. Reg. b. Back, Chron. der St. Eisenberg n, S. 289 aus A. Altenburg -“
In der genannten Chronik der Stadt und des Amtes Eisenberg von 1843 von August Leberecht Back, zweiter Band, S. 289 ist zu lesen:
„1150 (ohngefähr, da die Urkunde ohne Jahrzahl ist) bestätigt Thiemo von Kohren dem Kloster die Schenkung seines Vaters über das Dorf Knowe (Knau ?)“.
Die Original-Urkunde befindet sich nicht im Staatsarchiv Altenburg.
Da diese Urkunde ohne Jahreszahl ist, kann sie nicht die Grundlage für die Ersterwähnung des Dorfes Knau bilden, daher ist 1181 als geschichtlich korrekte Ersterwähnung anzusehen.
Der Ort gehörte zum wettinischen Amt Altenburg, welches ab dem 16. Jahrhundert aufgrund mehrerer Teilungen im Lauf seines Bestehens unter der Hoheit folgender Ernestinischer Herzogtümer stand: Herzogtum Sachsen (1554 bis 1572), Herzogtum Sachsen-Weimar (1572 bis 1603), Herzogtum Sachsen-Altenburg (1603 bis 1672), Herzogtum Sachsen-Gotha-Altenburg (1672 bis 1826). Bei der Neuordnung der Ernestinischen Herzogtümer im Jahr 1826 kam der Ort wiederum zum Herzogtum Sachsen-Altenburg. Nach der Verwaltungsreform im Herzogtum gehörte er bezüglich der Verwaltung zum Ostkreis (bis 1900) bzw. zum Landratsamt Altenburg (ab 1900). Das Dorf gehörte ab 1918 zum Freistaat Sachsen-Altenburg, der 1920 im Land Thüringen aufging. Am 1. Oktober 1922 wurde Knau in die Stadt Altenburg eingemeindet. Mit der Ausgliederung am 1. August 1924 wurde Knau wieder eine selbstständige Gemeinde im Landkreis Altenburg.
Am 1. April 1935 wurde Unterzetzscha nach Knau eingemeindet, welches wiederum am 1. Juli 1950 mit Oberzetzscha und Rautenberg zur Gemeinde Zetzscha vereinigt wurde. Bei der zweiten Kreisreform in der DDR wurden 1952 die bestehenden Länder aufgelöst und die Landkreise neu zugeschnitten. Somit kam Knau als Ortsteil der Gemeinde Zetzscha mit dem Kreis Altenburg an den Bezirk Leipzig; jener gehörte seit 1990 als Landkreis Altenburg zu Thüringen und ging 1994 im Landkreis Altenburger Land auf. Am 11. Februar 1994 fand die Eingemeindung von Zetzscha mit seinen Ortsteilen nach Altenburg statt. Seitdem bildet Knau einen von vier Orten des Altenburger Ortsteils Zetzscha.